# みかんのへた山古墳
みかんのへた山古墳（みかんのへたやまこふん）は兵庫県赤穂市坂越にある古墳。

## 概要
坂越浦の鍋島を見下ろす標高79メートルの丘陵の頂上に位置する。名称の由来は、形状が蔕（ヘタ）が付いた蜜柑に似ているからとされる。しかし頂上付近の樹木の密生により、由来となった形状は確認しづらくなっている。
古墳時代中期（5世紀）に造られた直径38メートル、高さ4.5メートルという大型の円墳で、墳丘には葺石が施されている。
古墳は大避神社が管理しており、1975年（昭和50年）3月18日に兵庫県の記念物史跡に指定された。また2013年には赤穂市教育委員会が「発掘調査速報展」において、古墳の周囲で新たに確認された円墳に関する展示を行った。

## 交通アクセス
- JR赤穂線 坂越駅 徒歩30分
- JR赤穂線 坂越駅からウエスト神姫バス「小島」行きで10分、「小島」下車 徒歩10分

## 周辺情報
- 坂越 （都市景観100選）
  - 坂越まち並み館、旧坂越浦会所、奥藤酒造郷土館、大避神社、妙見寺、妙道寺、児島高徳朝臣の墓、坂越浦城跡、茶臼山城跡、船岡園、みかんのへた山古墳、海の駅しおさい市場、千種川 （名水百選）
- 生島 （国の天然記念物、瀬戸内海国立公園）
  - 秦河勝の墓
- 御崎 （瀬戸内海国立公園）